# Кондратово (Московская область)
Кондратово — деревня в Волоколамском районе Московской области России. Относится к Теряевскому сельскому поселению. Население — 0 чел. (2010).

## География
Деревня Кондратово расположена у границы с Клинский муниципальным районом, примерно в 26 км к северо-востоку от города Волоколамска, на правом берегу небольшой реки Землеройки, впадающей в Локнаш (бассейн Иваньковского водохранилища). Ближайшие населённые пункты — деревни Высочково и Митино.

## Население
| 1852 | 1859 | 1890 | 1899 | 1926 | 2002 |
| ---- | ---- | ---- | ---- | ---- | ---- |
| 112  | ↘109 | ↗135 | ↘96  | ↗123 | ↘0   |
| 2006 | 2010 |      |      |      |      |
| →0   | →0   |      |      |      |      |

## История
В «Списке населённых мест» 1862 года Кондратова — казённая деревня 1-го стана Клинского уезда Московской губернии по левую сторону Волоколамского тракта, в 31 версте от уездного города, при колодцах, с 16 дворами, фабрикой и 109 жителями (54 мужчины, 55 женщин).
По данным на 1890 год входила в состав Калеевской волости Клинского уезда, число душ составляло 135 человек.
В 1913 году — 24 двора.
В 1917 году Калеевская волость была передана в Волоколамский уезд.
По материалам Всесоюзной переписи населения 1926 года — деревня Высочковского сельсовета Калеевской волости Волоколамского уезда, проживало 123 жителя (56 мужчин, 67 женщин), насчитывалось 24 крестьянских хозяйства.
С 1929 года — населённый пункт в составе Волоколамского района Московской области.
До муниципальной реформы 2006 года Кондратово относилось к Шестаковскому сельскому округу.